# TimeSplitters (jeu vidéo)
TimeSplitters est un jeu vidéo de type FPS développé par Free Radical Design et édité par Eidos Interactive, sorti en 2000 sur PlayStation 2.

## Système de jeu
Les TimeSplitters sont constitués de deux modes principaux : un mode Histoire et un mode Arcade auxquels viennent s'ajouter d'autres comme le mode Défi.
Dans le mode Histoire, on part à la poursuite des splitters dans différents types de missions (infiltrations ou combats) que ce soit seul ou en coopération.
Dans le mode Défi, on doit réaliser des défis dans un temps limite.

## Accueil
- Jeuxvideo.com : 15/20[1]